# Lista zawodników ekstraligi polskiej w hokeju na lodzie wybranych w drafcie NHL
Lista przedstawia zawodników występujących w drużynach ekstraligi polskiej w hokeju na lodzie (od 2013 Polska Hokej Liga), wybranych w drafcie do rozgrywek NHL.

## Lista główna
| Dienis Cygurow †       | O | 1993 nr 38 (2 runda) Buffalo Sabres         | + | 1998/1999 KKH Katowice (1)        |
| Siergiej Poliszczuk    | O | 1993 nr 157 (7 runda) Ottawa Senators       | — | 1998/1999 STS Sanok (1)           |
| Władimir Potapow       | N | 1993 nr 217 (9 runda) Winnipeg Jets         | — | 1998/1999 Stoczniowiec Gdańsk (1) |
| Milan Hnilička         | B | 1991 nr 70 (4 runda) New York Islanders     | + | 1999/2000 SMS Warszawa (1)        |
| Andriej Troszczinski † | N | 1998 nr 170 (6 runda) St. Louis Blues       | — | 1999/2000 GKS Katowice (2)        |
| Marcin Kolusz x4 x5    | N | 2003 nr 157 (5 runda) Minnesota Wild        | — | 2000/2001 Podhale Nowy Targ (1)   |
| Robin Bacul x4         | N | 1997 nr 173 (7 runda) Ottawa Senators       | — | 2004/2005 GKS Tychy (1)           |
| Jason LaFreniere       | N | 1985 nr 36 (2 runda) Quebec Nordiques       | + | 2004/2005 Podhale Nowy Targ (2)   |
| Krzysztof Oliwa        | N | 1993 nr 65 (3 runda) New Jersey Devils      | + | 2004/2005 Podhale Nowy Targ (3)   |
| Marián Kacíř           | N | 1993 nr 81 (4 runda) Tampa Bay Lightning    | — | 2005/2006 Podhale Nowy Targ (4)   |
| Richard Šafárik †      | N | 1993 nr 116 (5 runda) Buffalo Sabres        | — | 2005/2006 Cracovia (1)            |
| David Lemanowicz •     | B | 1995 nr 218 (9 runda) Florida Panthers      | — | 2006/2007 Podhale Nowy Targ (5)   |
| Rudolf Verčík          | N | 1994 nr 52 (2 runda) New York Rangers       | — | 2006/2007 TKH Toruń (1)           |
| Marek Priechodský      | O | 2000 nr 222 (7 runda) Tampa Bay Lightning   | — | 2007/2008 Podhale Nowy Targ (6)   |
| Mariusz Czerkawski     | N | 1991 nr 106 (5 runda) Boston Bruins         | + | 2008/2009 GKS Tychy (2)           |
| Petr Dvořák x2         | N | 2002 nr 118 (4 runda) Washington Capitals   | — | 2009/2010 Cracovia (2)            |
| Jan Šteber             | N | 2004 nr 251 (8 runda) Toronto Maple Leafs   | — | 2009/2010 Stoczniowiec Gdańsk (2) |
| Roman Šimíček          | N | 2000 nr 273 (9 runda) Pittsburgh Penguins   | — | 2010/2011 GKS Tychy (3)           |
| Nick Sucharski •       | N | 2006 nr 137 (5 runda) Columbus Blue Jackets | — | 2011/2012 Cracovia (3)            |
| Peter Bartoš           | N | 2000 nr 214 (7 runda) Minnesota Wild        | + | 2012/2013 KH Sanok (2)            |
| Radoslav Kropáč        | N | 1994 nr 260 (10 runda) New York Rangers     | — | 2012/2013 GKS Tychy (4)           |
| Angel Nikolov          | O | 1994 nr 37 (2 runda) San Jose Sharks        | — | 2012/2013 Unia Oświęcim (1)       |
| Patrik Valčák          | N | 2003 nr 129 (4 runda) Boston Bruins         | — | 2012/2013 Cracovia (4)            |
| Wojtek Wolski •        | N | 2004 nr 21 (1 runda) Colorado Avalanche     | + | 2012/2013 KH Sanok (3)            |
| Anthony Aquino         | N | 2001 nr 92 (3 runda) Dallas Stars           | — | 2013/2014 KH Sanok (4)            |
| Ivan Dornič            | N | 2003 nr 176 (6 runda) New York Rangers      | — | 2013/2014 Unia Oświęcim (2)       |
| Branislav Fábry        | N | 2003 nr 65 (2 runda) Buffalo Sabres         | — | 2013/2014 Polonia Bytom (1)       |
| Martin Richter         | O | 2000 nr 269 (9 runda) New York Rangers      | — | 2013/2014 KH Sanok (5)            |
| Roman Tvrdoň           | N | 1999 nr 132 (5 runda) Washington Capitals   | + | 2013/2014 Unia Oświęcim (3)       |
| Michael Cichy • x3     | N | 2009 nr 199 (7 runda) Montreal Canadiens    | — | 2014/2015 KH Sanok (6)            |
| Mike Danton •          | N | 2000 nr 135 (5 runda) New Jersey Devils     | + | 2014/2015 KH Sanok (7)            |
| Kris Hogg              | N | 2004 nr 121 (4 runda) Calgary Flames        | — | 2014/2015 KH Sanok (8)            |
| Anton Klemientjew      | O | 2009 nr 122 (5 runda) New York Islanders    | — | 2014/2015 Naprzód Janów (1)       |
| Siarhiej Kołasau       | O | 2004 nr 151 (5 runda) Detroit Red Wings     | — | 2014/2015 Cracovia (5)            |
| Bryan Pitton           | B | 2006 nr 133 (5 runda) Edmonton Oilers       | — | 2014/2015 KH Sanok (9)            |
| David Turoň            | O | 2002 nr 122 (4 runda) Toronto Maple Leafs   | — | 2014/2015 KH Sanok (10)           |
| Benjamin Breault       | N | 2006 nr 207 (7 runda) Buffalo Sabres        | — | 2015/2016 STS Sanok (11)          |
| Bryan Cameron          | N | 2007 nr 82 (3 runda) Los Angeles Kings      | — | 2015/2016 STS Sanok (12)          |
| Toni Dahlman           | N | 2001 nr 286 (9 runda) Ottawa Senators       | + | 2015/2016 STS Sanok (13)          |
| Siarhiej Kukuszkin     | N | 2004 nr 218 (7 runda) Dallas Stars          | — | 2015/2016 Nesta Mires Toruń (2)   |
| Joni Puurula           | B | 2000 nr 243 (8 runda) Montreal Canadiens    | + | 2015/2016 STS Sanok (14)          |
| Jason Missiaen         | B | 2008 nr 116 (4 runda) Montreal Canadiens    | — | 2015/2016 STS Sanok (15)          |
| Petr Kalus             | N | 2005 nr 39 (2 runda) Boston Bruins          | + | 2016/2017 Cracovia (6)            |
| Matúš Kostúr           | B | 2000 nr 164 (5 runda) New Jersey Devils     | — | 2016/2017 GKS Katowice (3)        |
| Jaroslav Kristek       | N | 1998 nr 50 (2 runda) Buffalo Sabres         | + | 2016/2017 GKS Tychy (5)           |
| Petr Kuboš             | O | 1997 nr 197 (8 runda) Montreal Canadiens    | — | 2016/2017 GKS Tychy (6)           |
| Ned Lukacevic          | N | 2004 nr 110 (4 runda) Los Angeles Kings     | — | 2016/2017 GKS Katowice (4)        |
| Andrew McPherson •     | N | 1999 nr 261 (9 runda) Pittsburgh Penguins   | — | 2016/2017 Cracovia (7)            |
| Lukáš Zíb •            | O | 1995 nr 57 (3 runda) Edmonton Oilers        | — | 2016/2017 Cracovia (8)            |
| Krystofer Kolanos •    | N | 2000 nr 19 (1 runda) Phoenix Coyotes        | + | 2017/2018 GKS Tychy (7)           |
| Václav Meidl           | N | 2004 nr 81 (3 runda) Nashville Predators    | — | 2017/2018 Orlik Opole (1)         |
| Siergiej Ogorodnikow † | N | 2004 nr 82 (3 runda) New York Islanders     | — | 2017/2018 Podhale Nowy Targ (7)   |
| Pawieł Worobjow        | N | 2000 nr 11 (1 runda) Chicago Blackhawks     | + | 2017/2018 Cracovia (9)            |
| Peter Fabuš            | N | 2000 nr 281 (9 runda) Phoenix Coyotes       | — | 2018/2019 JKH GKS Jastrzębie (1)  |
| Aleksandr Gołowin      | N | 2001 nr 174 (6 runda) Chicago Blackhawks    | — | 2018/2019 Orlik Opole (2)         |
| Tomáš Káňa             | N | 2006 nr 31 (2 runda) St. Louis Blues        | + | 2018/2019 Cracovia (10)           |
| Miroslav Kopřiva       | B | 2003 nr 187 (6 runda) Minnesota Wild        | — | 2018/2019 Cracovia (11)           |
| Andrij Michnow         | N | 2002 nr 62 (2 runda) St. Louis Blues        | — | 2018/2019 GKS Tychy (8)           |
| Marek Tvrdoň           | N | 2011 nr 115 (4 runda) Detroit Red Wings     | — | 2018/2019 Cracovia (12)           |
| Gilbert Brulé          | N | 2005 nr 6 (1 runda) Columbus Blue Jackets   | + | 2020/2021 Unia Oświęcim (4)       |
| Taylor Doherty         | O | 2009 nr 57 (2 runda) San Jose Sharks        | — | 2020/2021 Cracovia (13)           |
| Kiriłł Lamin           | O | 2004 nr 58 (2 runda) Ottawa Senators        | — | 2020/2021 GKS Katowice (5)        |
| Brycen Martin          | O | 2014 nr 74 (3 runda) Buffalo Sabres         | — | 2020/2021 GKS Tychy (9)           |
| Jyri Marttinen         | O | 2002 nr 238 (8 runda) Calgary Flames        | — | 2020/2021 GKS Katowice (6)        |
| Richard Nejezchleb     | N | 2014 nr 122 (5 runda) New York Rangers      | — | 2020/2021 Cracovia (14)           |
| Zack Phillips          | N | 2011 nr 28 (1 runda) Minnesota Wild         | — | 2020/2021 JKH GKS Jastrzębie (2)  |
| Ty Wishart             | O | 2006 nr 16 (6 runda) San Jose Sharks        | + | 2021/2022 Unia Oświęcim (5)       |
| Anton Złobin           | N | 2012 nr 173 (6 runda) Pittsburgh Penguins   | — | 2021/2022 Cracovia (15)           |
| Ben Blood              | O | 2007 nr 120 (4 runda) Ottawa Senators       | — | 2022/2023 Cracovia (16)           |
| Vojtěch Polák          | N | 2003 nr 36 (2 runda) Dallas Stars           | + | 2022/2023 Cracovia (17)           |
| Matias Sointu          | N | 2008 nr 182 (7 runda) Tampa Bay Lightning   | — | 2022/2023 Cracovia (18)           |
| Jack Walker            | N | 2016 nr 152 (6 runda) Toronto Maple Leafs   | — | 2022/2023 Cracovia (19)           |
| Juraj Šimek            | N | 2006 nr 167 (6 runda) Vancouver Canucks     | — | 2022/2023 GKS Katowice (7)        |
| Marcus Kallionkieli    | N | 2019 nr 139 (5 runda) Vegas Golden Knights  | — | 2023/2024 STS Sanok (16)          |
| Martin Látal           | N | 2006 nr 131 (5 runda) Phoenix Coyotes       | — | 2023/2024 Cracovia (20)           |
| Andreas Söderberg      | O | 2014 nr 148 (5 runda) Chicago Blackhawks    | — | 2024/2025 Unia Oświęcim (6)       |

## Inne zestawienia
| Mariusz Czerkawski | N | 1990/1991 GKS Tychy         | 1991 nr 106 (5 runda) Boston Bruins      | + |
| Krzysztof Oliwa    | N | 1992/1993 Welland Flames    | 1993 nr 106 (5 runda) New Jersey Devils  | + |
| Patryk Pysz        | N | 1992/1993 Augsburger EV     | 1993 nr 102 (4 runda) Chicago Blackhawks | — |
| Marcin Kolusz      | N | 2000/2003 Podhale Nowy Targ | 2003 nr 157 (5 runda) Minnesota Wild     | — |

| Victor Bartley  | O | 2012/2013 Nashville Predators | 2016 | 2020/2021 Unia Oświęcim |
| Paul Szczechura | N | 2008/2009 Tampa Bay Lightning | 2011 | 2020/2021 GKS Tychy     |

Objaśnienia
1. Zestawieni w głównej liście hokeiści zostali uszeregowani chronologicznie wedle kolejnego sezonu ligowego w Polsce, a dalej każdorazowo ulokowani alfabetycznie według nazwiska. W tej samej rubryce („Sezon i drużyna angażująca w Polsce”) przy każdym polskim klubie podano rosnąco liczbę zawodników wybranych niegdyś w drafcie NHL (przy tym pogrubioną czcionką podano największą liczbę). W liście dodatkowej zestawionych Polaków uszeregowano chronologicznie według edycji dotyczącego ich draftu.
2. Oznaczenie „†” określa zawodnika zmarłego.
3. Oznaczenie „•” potwierdza zawodnika dysponującego pochodzeniem polskim.
4. Oznaczenie „” potwierdza zdobycie przez zawodnika złotego medalu mistrzostw Polski w całej historii swoich występów w ekstralidze polskiej.
5. Oznaczenie „” potwierdza zdobycie przez zawodnika trofeum Pucharu Polski w całej historii swoich występów w ekstralidze polskiej.
6. Rubryka „Poz.” oznacza nominalną pozycję zawodnika w ustawieniu drużyny: B – bramkarz, O – obrońca, N – napastnik.
7. W rubryce „Draft NHL i klub wybierający” pogrubioną czcionką oznaczono przypadki najwcześniejszej i najpóźniejszej edycji draftu NHL w całym zestawieniu zawodników oraz najwyższy ustalony numer wyboru zawodnika.
8. W rubryce „Występy w NHL” istnieją alternatywy: „+” dla zawodników, którzy zagrali w NHL (we wszystkich tych przypadkach, prócz Mariusza Czerkawskiego i Krzysztofa Oliwy, hokeiści wystąpili w NHL zanim zadebiutowali w lidze polskiej), oraz „—” dla hokeistów, którzy nie zadebiutowali w tych rozgrywkach.